# Либединський Юрій Миколайович
Ю́рій Микола́йович Либеди́нський (рос. Юрий Николаевич Либединский; 28 листопада [10 грудня] 1898, Одеса, Херсонська губернія — 24 листопада 1959, Москва, Московська область) — російський радянський письменник, журналіст і воєнний кореспондент. Спочатку мав прізвище Лебединський (рос. Лебединский).

## Біографія
Юрій Лебединський народився 28 листопада (10 грудня) 1898 року в Одесі, в єврейській сім'ї: батько — випускник Єнського і Дерптського університетів, дитячий і санітарний лікар Микола Львович (Натан Ліберович) Лебединський (1868-1920), мати — стоматологиня Тетяна Володимирівна Лебединська (до шлюбу Тойба Вульфівна Нахімсон; 1870-1941). Дитинство провів у Міаському заводі та в селищі Тургояк на Уралі, де батько приблизно з 1901 року служив лікарем гірничозаводського госпіталю, а під час російсько-японської війни — лікарем прифронтового лазарету і потім евакогоспіталю в Міаському заводі. 1909 року сім'я переїхала до Челябінська, де батьки приймали пацієнтів у будинку А. С. Бухаріна на Азіатській вулиці (кут Михайлівської).
У 1910 році вступив до міського реального училища. У 1916 році батька перевели в Уфу, де він служив начальником військового госпіталю, а після Лютневої революції сім'я повернулася до Челябінська, де з 1919 року батько очолював санітарний підвідділ у губздороввідділі, восени 1919 — взимку 1920 року входив до «трійки» Чекатіфа (Надзвичайної комісії по боротьбі з тифом) під час епідемії тифу на Уралі та в Сибіру (у Челябінську було розгорнуто 19 госпіталів і 12 тифозних лікарень) і помер від тифу в січні 1920 року.
У 1918 році закінчив реальне училище в Челябінську. Учасник громадянської війни на Уралі, служив політруком. У 1919 році набула поширення його сатирична поема «Сірий Патфіндер». Восени 1920 року повернувся до Челябінська, служив у політвідділі губвійськкомату, працював у газеті «Радянська правда» (пізніше «Челябінський робітник»). Член РКП(б) з 1920 року.
У 1921 році був направлений до Єкатеринбурга викладачем курсів військових комісарів. Потім до 1923 року був викладачем у Вищій військовій школі зв'язку в Москві, потім працював токарем Московського електромеханічного заводу імені Леніна.
Почав займатися літературою в реальному училищі, брав участь у виданні учнівського літературного журналу «Перші кроки», писав оповідання під псевдонімом «Ю. Логан»; публікувався з 1921 року. У 1928 році переїхав до Ленінграда, керував письменницькою організацією. Активний діяч груп «Жовтень», МАПП, один із керівників РАПП. Голова Центральної ревізійної комісії СП СРСР з 1934 року.
У 1936 році повернувся до Москви. У червні 1937 року виключений із партії за троцькізм (поновлений 1939 року).
Під час німецько-радянської війни пішов в ополчення, потім — кореспондент фронтових газет «Червоний воїн» і «Червона зірка». Майор. Після контузії 1942 року перебував на лікуванні в госпіталі, де познайомився зі своєю останньою дружиною Лідією Толстою. Після повернення в стрій — знову в газеті «Червоний воїн». Нагороджений медаллю «За оборону Москви» (1944).
У 1947 році жив у місті Дзауджикау, брав участь у перекладі російською мовою нартовського епосу осетин. Займався дослідженнями національних літератур Північного Кавказу, товаришував із кабардинськими та осетинськими письменниками.
Перша популярність до Либединського прийшла з публікацією повісті «Тиждень» (1922), яку серед інших було відзначено А. К. Воронським, — про революційні події в Челябінську. Автор повістей «Комісари» (1925), романів «Завтра» (1923), «Поворот» (1927), «Народження героя» (1930), »Баташ і Батай» (1940-1941), воєнних нарисів та оповідань, книжки для юнацтва »Виховання душі» (1962), мемуарних книжок «Сучасники» (1958) та «Зв'язок часів» (1962).
У 1927 році взяв участь у колективному романі «Великі пожежі», який публікувався в журналі «Вогник».
Помер 24 листопада 1959 року в Москві від серцевого нападу. Похований на Новодівичому кладовищі (ділянка № 8).

## Твори
- «Тиждень» (рос. «Неделя»; 1923)
- «Завтра» (рос. «Завтра»; 1924)
- «Комісари» (рос. «Комиссары»; 1926)
- «Навчання, творчість і самокритика» (рос. «Учеба, творчество и самокритика»; 1927)
- «Поворот» (рос. «Поворот»; 1929)
- «Народження героя» (рос. Рождение героя; 1930)
- «Висоти» (рос. «Высоты»; 1930)
- «Твори. Т. 1-2» (рос. «Сочинения. Т. 1-2»; 1931)
- «Напередодні» (рос. «Накануне»; 1933)
- «Розповіді товаришів» (рос. «Рассказы товарищей»; 1933)
- «Баташ і Батай» (рос. «Баташ и Батай»; 1940)
- «Гвардійці» (рос. Гвардейцы; 1943)
- «Гармата Югова» (рос. «Пушка Югова»; 1946)
- «Гори і люди» (рос. «Горы и люди»; 1947)
- «Вони стали гвардійцями» (рос. «Они стали гвардейцами»; 1950)
- «Заграва» (рос. «Зарево»; 1952)
- «Син партії» (рос. «Сын партии»; 1956)
- «Ранок Совєтів» (рос. Утро Советов; 1957)
- «Сучасники» (рос. «Современники»; 1958)
- «Вибрані твори у 2 томах» (рос. «Избранные произведения в 2 томах»; 1958)
- «Зв'язок часів» (рос. «Связь времён»; 1962)
- «Справи сімейні» (рос. «Дела семейные»; 1963)
- «Вибране у 2 томах» (рос. «Избранные произведения в 2 томах»; 1972)
- «Вибрані твори у 2 томах» (рос. «Избранные произведения в 2 томах»; 1980)

## Нагороди
- Медаль «За оборону Москви» (1944)
- Орден Трудового Червоного Прапора (1958)